# Gopenahalli, Bangarapet
Gopenahalli là một làng thuộc tehsil Bangarapet, huyện Kolar, bang Karnataka, Ấn Độ.